# Hajdúdorog népessége

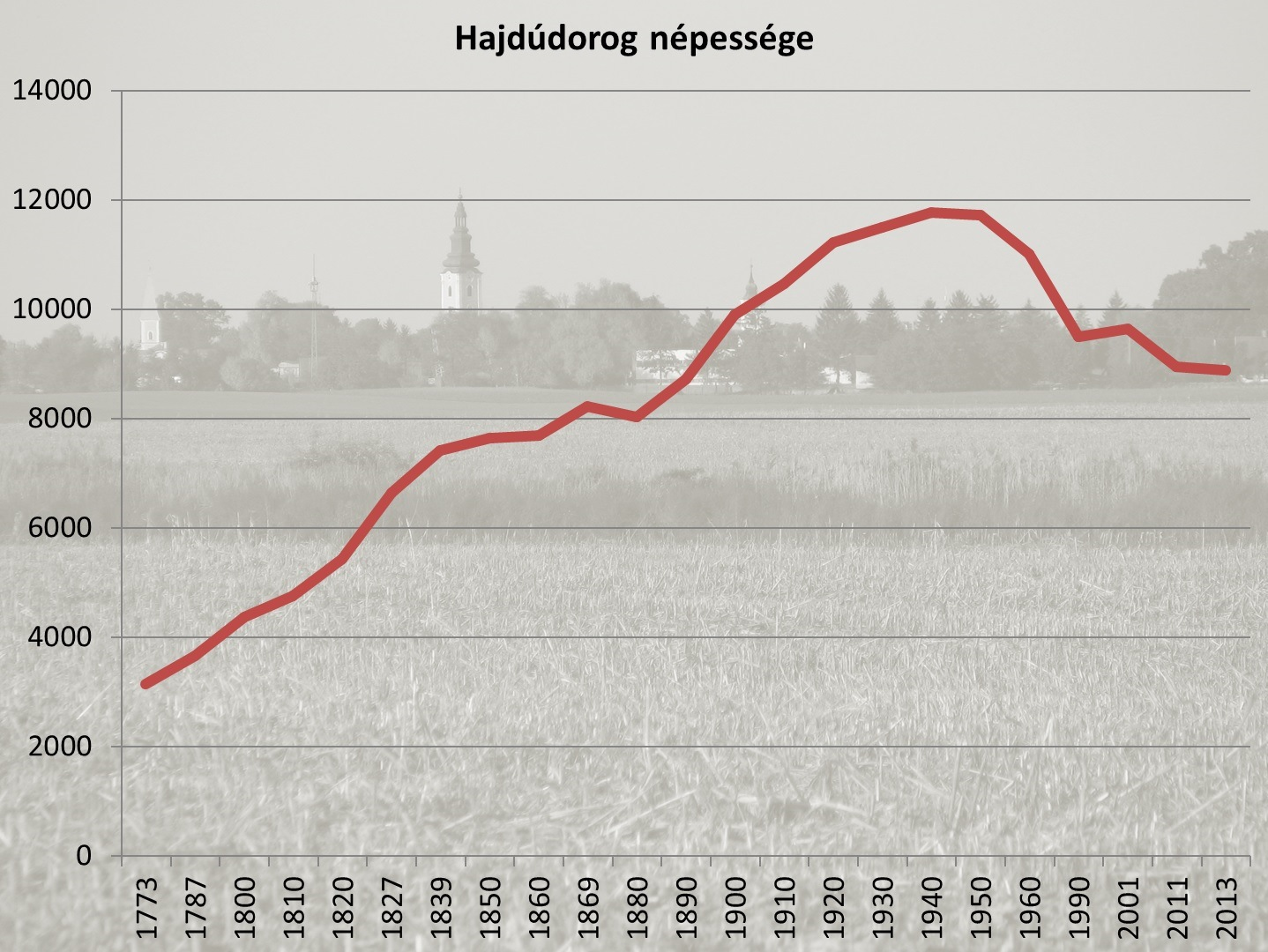
Hajdúdorog népességváltozásának ábrája 1773 és 2013 között

Hajdúdorog az ország északkeleti részén, Hajdú-Bihar vármegye északi területein fekszik. A hajdúböszörményi kistérség három városának egyike, amelyet 2013. január 1-jén a KSH becslései szerint 8 877-en laktak. A település 10 065 hektárnyi területén ekkor összesen 3 597 darab lakást számoltak össze. Az adatok tükrében Hajdúdorog lakossága csökkenő tendenciát mutat, ugyanakkor a város lakásszáma az elmúlt években stagnált, sőt enyhe növekedést mutatott.

A hajdúvárosok közé tartozó Hajdúdorog Magyarország egyetlen görögkatolikus megyés püspöki székhelye, amivel a jószerével református hajdúságban a történelem folyamán is kitűnt. A város hagyományvilágát, egyedi kulturális fejlődését nagy mértékben befolyásolta a görögkatolikus vallás elterjedése és általánossá válása. Mindennek a hátterében Hajdúdorog sajátságos történeti fejlődése, és a környéken egyedülálló demográfiai története áll, amelyet a történelmi Magyarország több nemzetisége is formált.

## Hajdúdorog demográfiai története
Hajdúdorog területe már a kőkorszaktól kezdve lakott volt. A Tisza árterületének peremén fekvő területet több nép is lakta a történelem folyamán, amelyekről régészeti leletek tanúskodnak. A korabeli népességről azonban sokáig semmiféle adatot nem találunk. A mai város külterületén fekvő Temető-hegy leletei Árpád-kori településről árulkodnak, és a névadásból több információt is ki lehet következtetni a korabeli népesség történetére vonatkozólag. A hiányos információk miatt tehát az is csak feltevés, hogy a 11–12. század körül alapított Doroch nevű falu elpusztult a tatárjárás idején.
Az első demográfiai adatok 1543-ból származnak, amikor az úgynevezett dikális összeírások során az állam adószedői összeírták az adóalapot képező porták számát Szabolcs vármegyében, ahová Hajdúdorog valamikor tartozott. Az 1543-as dikális ívek szerint Dorogon 26 porta állt. Ez azt jelentette, hogy Dorog ekkor közepes méretű település volt a környező falvak és városok méretéhez viszonyítva. A következő dikális összeírás 1549-ben történt, amikor az iratokra összesen 50 portát vezettek fel, és ekkor felsorolták azokat is, akik nem voltak adókötelesek. A korabeli népességszámot ezekből az adatokból ugyan nem lehet pontosan megállapítani, de következtetni lehet a település lélekszámára. Az 1549-es összeírás szerint 87 személyt biztosan összeírtak, akik közül 50 személy adófizető gazda volt, nyolcan származásuk vagy címük alapján mentesültek az adók alól, és 29-en túlságosan szegénynek bizonyultak az adó megfizetéséhez. Egy adózó családfővel egy háztartásban a 16. században átlagosan 10 fő élt, amelybe beletartoztak a családtagok és a cselédség is. Egy szerényebb jövedelmű ember, például egy zsellér ugyanakkor átlagosan 4 tagú családjával lakott. Ezek alapján Dorog lakossága a 16. században körülbelül 7-800 fő között mozgott.
Az adóösszeírásokban elsőként 1565-ben jegyezték fel Dorog birtokos lakóinak a névsorát, amelyet a soron következő dikális összeírások során rendre megismételtek. A különböző években összeírt névsorok összehasonlítása több érdekes információt is elárul a korabeli Hajdúdorog lakóiról. Egyrészt az tűnhet fel, hogy bizonyos nevek újra meg újra előfordulnak, ami az adott család megtelepedésére utalhat. Másrészt nagyon fontos megjegyezni, hogy a névsor nagyjából magyar neveket tartalmaz, vagyis a török korban Dorogot magyarok lakták. Az eltűnő idegen nevek, vagy a más népek neveire utaló, magyarosított nevek (mint például az Orosz, a Rácz, a Török) tanúsága szerint a településre vegyes származású lakók vándoroltak be, de névhasználatuk alapján elmondható, hogy ekkorra már teljesen beolvadtak a magyarok közé. Az 1572-es év azonban felborítja a korabeli Hajdúdorog népességéről kialakított képet. Dorog 1566-tól kezdve adót fizetett a törököknek a békéért cserébe, ugyanakkor továbbra is a Magyar Királysághoz tartozó tokaji uradalom része maradt. Ez azt jelentette, hogy a település kétfelé fizetett adót. 1572-ben a megszokott dikális összeírás mellett egy török defterdár is összeírta a dorogi adózókat. A tokaji lajstrom alapján 43 családot jegyeztek fel, míg a török névsorban összesen 70 családfő neve jelent meg. A különbségek a nevek összehasonlításával csak növekednek, ugyanis a két listában mindössze nyolc név egyezik meg. Ráadásul a török névjegyzék túlnyomó többségében délszláv eredetű neveket tartalmaz. Ugyanakkor a szláv eredetű nevek más magyar forrásokban egyáltalán nem jelennek meg.
Arra a kérdésre, hogy Dorogot a 16. században többségében délszlávok vagy magyarok lakták-e, nincsen pontos válasz. Egyrészt előfordulhat, hogy a defter néhány nevet egyszerűen csak kitalált, hogy a munkáját elismerjék felettesei, vagy talán egy menekülőben lévő délszláv csoportot írt össze, akiket a tokaji adószedők már nem találtak Dorogon. Ugyanakkor az 1581-es urbárium, amely elvileg minden lakót összeírt, rácoknak nevezte a település lakóit. De ezt követően magyar neveket sorolt fel. Más források pedig a délszláv lakosság jelenlétét Dorog bizánci rítusú vallásában látják. Másrészt a tokaji uradalom dikális összeírása rendszerint feljegyezte, ha más nemzetiségűek is laktak egy településen, vagy legalább utalt rájuk a több éves összeírások során. A magyar forrásokban azonban ekkora arányú délszláv népesség jelenlétére nincs bizonyíték. Az urbáriumban szereplő rác szó pedig ugyanúgy utalhatott vallásra vagy foglalkozásra is.

Akárhogyan is történt Dorog a tizenöt éves háború során 1594-ben elnéptelenedett, és noha a következő években a közelben elrejtőzött korábbi lakók egy része visszatért, 1600-ban újra deserta jelzővel illették, azaz lakatlan pusztabirtok volt.

### A hajdúk betelepítése
Az elnéptelenedett Dorogra a 17. század elején feltehetőleg többen is visszatértek, de az igazi újjáéledést Bocskai István 1605-ös korponai kiváltságlevele jelentette, amely Dorogot is a hajdúknak adományozta. A hajdúk megtelepedése Dorogon azonban több megoldatlan kérdést is felvet. Egyrészt széles körű szakmai vita bontakozott ki a témával foglalkozó történészek között arról, hogy a valóságban összesen mennyi hajdú vitézt telepített le Bocskai. A kiváltságlevél szerint mintegy tízezer hajdú találhatott új otthonra a hét hajdúvárosban. Azonban az 1702-es hajdú nemesi összeírás csak 689 eredeti hajdút jegyzett fel a Hajdú kerületben. A túlzottan nagy különbség arra enged következtetni, hogy a hajdúk nagy része vagy le sem telepedett a kijelölt településeken, vagy rövid időn belül továbbállt onnan. A másik problematikus kérdéskör Doroggal kapcsolatos, ugyanis a többi hajdúvárossal ellentétben 1606-ban Dorog hajdúkapitánya nem vette birtokba a települést. Így a hajdútelepítésre végül 1616-ban kerül csak sor, amikor Thurzó György nádor Deli Száva, lippai kapitánynak és vitézeinek adományozta Dorogot.
| Thurzó György adománylevelének névsora |
| --- |
| Deli Szawa, Castrametator György, Holoutzi Nagy Lázár, Szakmáry Pál, Rakomazy Péter, Lazlo Miklós, Weres Mihály, Bachmegiey Gergely, Sargha Lukács, Rácz Imre, Herman György, Feny László, Leczy Tamás, Theömeöswary László, Rácz Jankula, Rácz Gábor, Chionka Miklós, Chiomay Szobotha, Rácz István |

A nádor által letelepített hajdúkat az oklevél rácoknak nevezte, holott a névsor 19 neve között mindössze négy tipikusan balkáni eredetű név található (Deli Szawa, Castrametator György, Rácz Jankula és Chiomay Szobotha). Ezek mellett mindössze a Rácz családnevűek esetében igazolható valamiféle délszláv eredet, és a magyaros formában írt származási hely (mint például Bachmegiey, azaz Bácsmegyei, vagy Theömeöswary, azaz Tömösváry) is jelezhet délvidékieket, de ez nem bizonyítható. Ugyanakkor a keresztnevek nagy része sem vall az ortodox rítusra.
A hajdútelepítést követően Dorog lakossága igen meredeken emelkedni kezdett, amely több okra is visszavezethető. Egyrészt Deli Száva kapitány 19 vitézének megtelepülését kell megemlítenünk. A betelepült hajdúk családostul mintegy száz embert jelenthettek. Ugyanakkor az 1702-es összeírásban már alig találunk olyan családnevet, amely Thurzó nádor okiratában is szerepelt, és az 1707-es lajstromban az eredeti hajdúnévsorból már csak a Rácz név maradt fenn Dorogon, amely gyakorisága miatt nem tekinthető döntő bizonyítéknak. Ezek alapján felmerülhet a kérdés, hogy vajon valóban megtelepedtek-e Deli Száva vitézei Dorogon. A történelmi feljegyzések ugyan konkrétan nem állítják, hogy a hajdúkapitány valóban elfoglalta volna dorogi birtokait, de több jel és történelmi emlék is arra utal, hogy a letelepedés megtörtént. Ezek közül a legkézenfekvőbb az, hogy az újjáalakult Dorog városszerkezetét és közigazgatását is hajdú mintára hozták létre. Emellett 1666-ban a település kapitányát Penics Szávának nevezték, aki nagy valószínűséggel Deli Száva leszármazottja volt. A tizenöt éves háború pusztításai, majd Thököly kurucainak sorozatos támadásai elsősorban a katonáskodó hajdúkat sújtotta, így érthető, ha közülük sokan meghaltak az 1702-es összeírásig.

Dorog népességének növekedése azonban nemcsak a hajdúk betelepülése miatt volt számottevő. A korabeli források megjegyezték, hogy már a Thurzó-féle betelepítést megelőzően is éltek Dorogon, sőt az 1616-os oklevélből az is kiderül, hogy hajdúk is éltek már a településen. Mindez azt jelenti, hogy Deli Száva egy lakott település birtokába jutott. Harmadrészt a település növekedéséhez hozzájárult a hajdú kiváltság, ugyanis az adómentességet garantált szinte minden társadalmi rétegnek, ezért nem nehéz elképzelni, hogy sokan igyekeztek letelepedni valamelyik hajdúvárosban. Ennek köszönhető, hogy az 1616-ban még pusztabirtokként jegyzett Dorog 1639-ben mezővárosi rangot kapott.

### Hajdúdorog népességének alakulása 1700-1990 között
A népesség növekedése nem állt meg a 17. század elmúltával sem, és a török fenyegetés valamint a Rákóczi-szabadságharc után a település lakosságát sokáig már csak néhány járvány tizedelte meg. A már említett 1702-es összeírástól fogva folyamatosan dokumentálva van Dorog lélekszáma. Ez a lajstrom ugyan elsősorban a hajdúkra koncentrált, és teljes mértékben kihagyta az összeírásból a zselléreket, a szolgálókat és a cselédeket, mégis értékes információval szolgál a település korabeli társadalmával és lélekszámával kapcsolatban. A Rákóczi-szabadságharc kezdetén a várost összesen 90 vagyonos család lakta. Dorog 18. század eleji lakosságának megbecsléséhez a következő, 1707-es összeírás ad támpontot, mivel ez feltünteti, hogy egy háztartásban hány 16 éven felüli lakik. Ebből következtetni lehet az átlagos családnagyságra. Az 1707-ben összeírt 113 család körülbelül 550 főt jelentett. Ezt a létszámot ki kell egészíteni a felsorolásokból hiányzó szegény rétegekkel, amelyek a korabeli források szerint kicsivel meghaladták egy település lakosságának a felét. Ezek alapján tehát elmondható, hogy Dorogot a századelőn körülbelül 1200 ember lakta.
| Honnan érkeztek          | Jövevények száma (1752) |
| ------------------------ | ----------------------- |
| Szabolcs                 | 40                      |
| Szatmár                  | 32                      |
| Erdély                   | 17                      |
| Bihar                    | 16                      |
| Ugocsa                   | 10                      |
| Lengyelország és Szerbia | 10                      |
| Zemplén                  | 5                       |
| Szolnok                  | 5                       |
| Borsod                   | 3                       |
| Abaúj                    | 2                       |
| Szilágy                  | 2                       |
| Bereg                    | 2                       |
| Ung                      | 2                       |
| Meghatározhatatlan       | 14                      |

A következő évek összeírásai arról tanúskodnak, hogy Dorog lakossága egészen a század végéig több jövevénnyel is bővült, akik pár éven belül sikeres gazdákká váltak. A korábbi népesség-összeírásokhoz hasonlóan ezek a királyi lajstromok is javarészt magyar neveket tartalmaztak. Noha a hajdúkiváltságok miatt sok nemzetiség költözött Dorogra, azok beolvadtak a település magyarságába. A 18. század végén már korabeli források is leírják, hogy a Hajdú kerület és Dorog lakossága magyar nyelvű volt.
A folyamatos demográfiai gyarapodást csak a járványok vetették vissza. Az első feljegyzett komoly járvány a mai Hajdúdorogon az 1709-es pestisjárvány volt, ami olyan heves volt, hogy a kerületi jegyzőkönyv szerint a település „a rendkívül való istenítéleti miatt majd teljességgel elpusztult”. A fekete halál 1739 telén csapott le újra a településre, és 1740 végére összesen mintegy 600 dorogi lakost ragadott el. A járványról készült részletes feljegyzések nagy pusztításról számolnak be. Majdnem minden család elvesztette legalább egy tagját, de volt olyan eset is, ahol az egész családból csak egyetlen ember maradt életben. 

A pestis pusztítását követően körülbelül 1900 ember lakta a várost. Az első viszonylag pontos adatok 1773-tól kezdve állnak rendelkezésre, ugyanis Mária Terézia ekkor adott utasítást arra, hogy birodalmának lakóit összeírják, és a lélekszámot évenként közzétegyék. Ezek szerint Dorogon 1773-ban 3142 fő lakott, amely arra utal, hogy a város a többi hajdúvároshoz hasonlóan nagyobb ütemben növekedett, mint az országos átlag.
A 19. század első jelentős demográfiai kiadványát Nagy Lajos jelentette meg 1828-ban. Eszerint Dorogon ekkor 921 ház volt és 6640 lakos lakta a várost. Ez azt jelenti, hogy az 1785-ös népszámlálás óta a város népessége mintegy 3000 fővel gyarapodott, vagyis majdnem megduplázódott.
A hajdúdorogi anyakönyvek adatainak vizsgálatával elmondható, hogy a népesség egészen 1940-ig növekedett, és az 1990-ig kinyúló, közel háromszáz éves időszakot öt nagyobb szakaszra lehet bontani:
1. 1700-1839; a népesség rendkívül gyors ütemű gyarapodása magas természetes szaporulattal és jelentős beköltözési aránnyal.
2. 1840-1882; a stagnálás kora, a beköltözések megtorpantak és a járványok miatt a természetes szaporulat is alacsonyabb volt.
3. 1883-1900; erős növekedés, amelynek a hátterében az orvostudomány és a technika fejlődése mellett a nagy természetes szaporulat áll.
4. 1900-1940; a lassú növekedés kora, amelyet a nagy természetes szaporulat mellett immár a növekvő elvándorlás is jellemez.
5. 1940-1990; a napjainkig kinyúló időintervallum Hajdúdorog lakosságának csökkenését öleli fel.

Az első szakasz a történelmi Magyarország átlagát is jóval meghaladó születési számokkal tűnik ki. Ezekben az években nem ritka a 60‰ fölötti születésszám, amely 1781-ben érte el legmagasabb értékét: 68‰-et. Ez azt jelenti, hogy a település lakossága egyik évről a másikra közel 7%-kal gyarapodott. Az anyakönyvek tanúsága szerint persze ezekben az években is előfordult több súlyos járvány. A pestis, a vérhas és a kolera többször is megnövelte a halálozások számát a településen, és elsősorban a gyerekek között pusztított a himlő is.
A második szakasz megtörte a település népességének dinamikus fejlődését. Ennek az oka egyrészt az 1848–49-es forradalom és szabadságharc kitörése majd bukása volt, másrészt pedig jelentős mértékben megnövekedett a járványokkal sújtott évek száma. 43 év alatt kilencszer okoztak kisebb fogyást a különböző járványok, míg tíz további esetben súlyosan megtizedelték Hajdúdorog lakosságát.
A Monarchia korszaka újra népességnövekedést hozott, amely ismételten meghaladta az országos átlagot. A 20. századot megelőző évtizedekben a természetes szaporulat átlagosan 5% fölött volt. Ez persze az új évszázad kezdetén odáig vezetett, hogy a település lassan kinőtte magát, és néhányan elköltöztek Hajdúdorogról. Így a harmadik népességtörténeti szakasz összefonódik a negyedik korszakkal, amelynek a kezdetén a természetes népességnövekedés egészen 1914-ig folytatódik. A világháború kitörése jelentősen mérsékelte a természetes utánpótlást. A település népessége mindemellett nem süllyedt drasztikus mértékben. A születések száma ugyan tizedére esett vissza a településen, de ezzel egy időben jelentősen megcsappant a halálozások száma is, és az éhező nagyvárosokból a háború éveiben sokan visszaköltöztek. A ’20-as években azonban újra felerősödött az elvándorlás, amely elsősorban a fővárosba irányult. A növekvő elköltözések ellenére azonban Hajdúdorog népessége folyamatosan nőtt, egészen 1940-ig. Hajdúdorog ekkor érte el történelmének legmagasabb lélekszámát: 11 765 főt. A második világháború ellenére a ’40-es és az ’50-es évek folyamán a község természetes gyarapodása nem változott. Az összlakosság mégis csökkenni kezdett az elvándorlás miatt. A világháborút követően Hajdúdorog a mezőgazdaságon és néhány alapvető iparon kívül nem tudott más megélhetést biztosítani. A csökkenő tendencia a ’60-as évek közepéig tartott. Ekkor a községben több üzem is nyílt, és ez újra képes volt megtartani a lakosságot. Miután a születések száma továbbra is magasabb volt, mint a halálozások száma, ezért a ’70-es években Hajdúdorog lakossága kis mértékben emelkedett. Ez a fellendülés azonban csak rövid ideig tartott, és a ’80-as évektől kezdve újra fogyni kezdett Hajdúdorog lakossága. Ez a növekvő elvándorlás mellett ezúttal a természetes gyarapodás visszaesésével is összefüggött. Nagyrészt ugyanez a demográfiai folyamat jellemző Hajdúdorogra mind a mai napig.

## Hajdúdorog kisebbségei
A legutóbbi népszámlálás adatai azt mutatják, hogy Hajdúdorog etnikailag homogén település, amelyet közel 85%-ban magyarok laknak (2011-ben a népesség közel 11%-a nem volt hajlandó nyilatkozni nemzetiségi hovatartozásáról). A település fejlődésében mindenesetre más nemzetiségek is szerepet vállaltak. A fennmaradt történelmi névsorok közül egyedül a már említett defteri összeírás tartalmazott nagy arányban idegen hangzású neveket. Ettől eltekintve a fennmaradt névsorokban és történeti forrásokban rendszerint magyar nevekkel találkozhatunk, tehát Hajdúdorog feltehetőleg már régóta magyar többségű település. Az első konkrét bizonyíték 1772-ből származik. A Lexicon locarum populosorum feljegyzése szerint ekkor Dorogot magyar nyelvű népesség lakta. Ez az évszám mindenképpen támpontot jelent a történészeknek, ugyanakkor a korábbi évek nemzetiségi viszonyait nehéz pontosan megállapítani. A magyar nevekről tanúskodó történeti források mellett ugyanis figyelembe kell vennünk azt, hogy Hajdúdorog a környéken egyedülálló hagyományvilággal és vallással rendelkezik, amely jelentős idegen hatásról adhat bizonyságot.

### Keleti keresztények

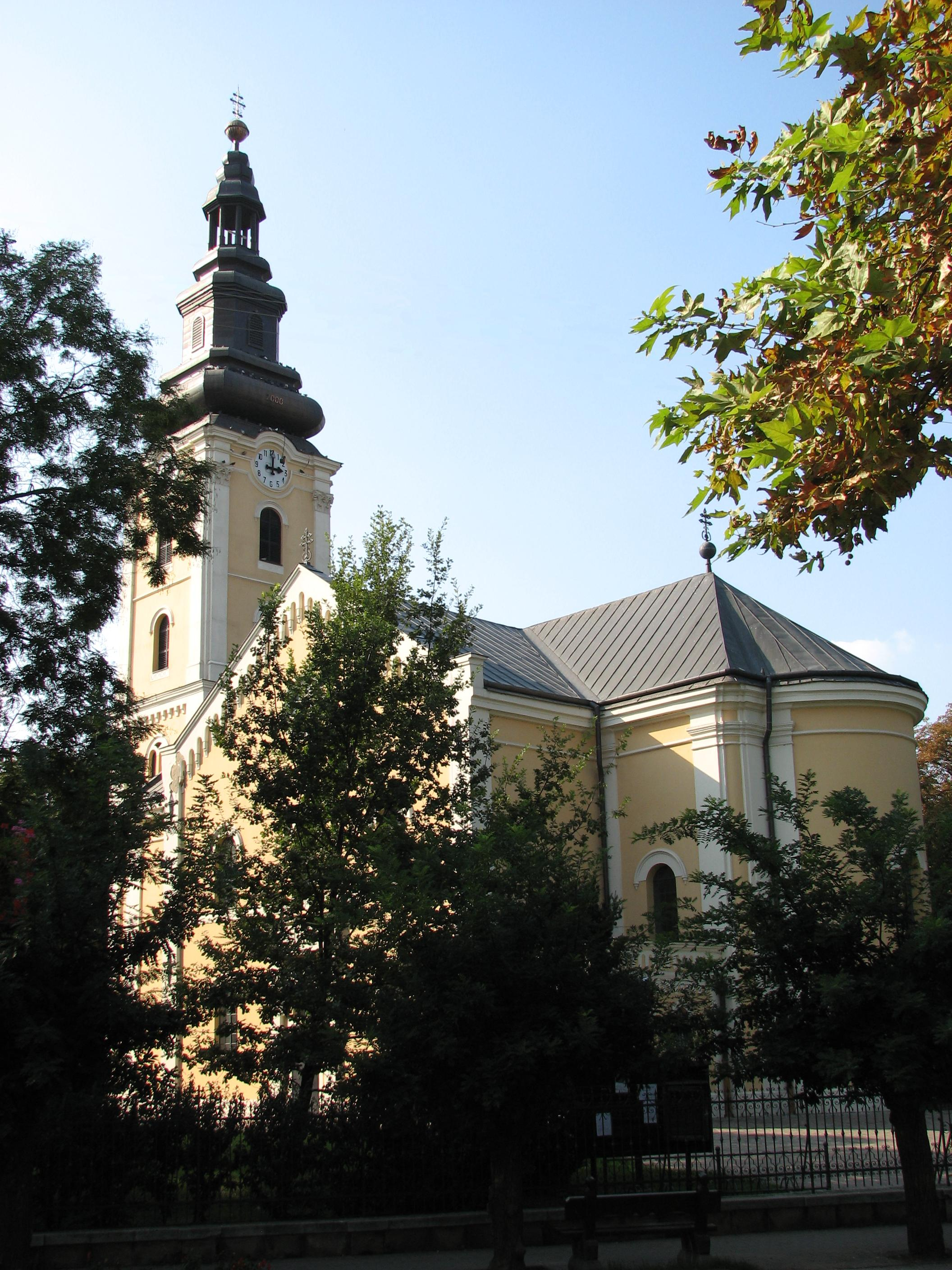
A hajdúdorogi görögkatolikus székesegyház

A görögkatolikus vallás és egyes délszláv eredetű népszokások jelenléte Hajdúdorogon mind azt sugallják, hogy valamikor a területen jelentős számú idegen, elsősorban rác népesség élhetett. 1646-ban az ungvári unióval Északkelet-Magyarországon több ortodox pap hűséget esküdött a római pápának, ezzel létrehozva a Magyar Királyság második görögkatolikus közösségét. A bizánci rítus, azaz a görögkatolikus vallás, tehát mindenképpen szorosan összefügg a keleti kereszténységgel.
A 18. század előtti Hajdúdorog lakóinak nemzetiségét a történészek két különböző módon magyarázzák. Az első verzió szerint a görögkatolikus vallás annak a bizonyítéka, hogy a területen korábban ortodox vallású rác népek laktak. Ez a nézőpont sokáig egyeduralkodó volt, hiszen a történelmi források is gyakran rácoknak nevezték Dorog lakóit. Karácsonyi János a Dorogra települt rácok történetét egészen a 15. századra vezeti vissza. Ekkor Brankovics György, szerb despota délvidéki birtokaiért cserébe a királytól többek között megkapta a debreceni uradalmat is. Brankovics ebben az időben sok olyan embert telepített be új birtokaira, akik a török seregek elől menekültek Magyarországra. Akadt köztük szerb, horvát, görög, bolgár, román és albán is. Dorog nem tartozott Brankovics uradalmához, ezért Karácsonyi szerint oda később, 1565 táján költöztek be a szomszédos településekről ortodox vallású rácok. Ezt az állítást támasztja alá a török defterdár 1572-es összeírása is, amely nagy számban tartalmaz délszláv neveket.
A tizenöt éves háború pusztítása után Dorog elnéptelenedett, de korábbi lakói valószínűleg csak a környéken kerestek menedéket, majd lassan visszaköltöztek a faluba. Ezért aztán Bocskai 1605-ben kiadott kiváltságlevele, majd Thurzó nádor 1616-os oklevele egy lakott települést adományozott a hajdúknak. A különböző oklevelek a hajdútelepítéskor újra megemlítik, hogy a települést Deli Száva és rác vitézei vették birtokukba. Ezzel a falu rác jellege elvileg még jobban kidomborodhatott. Ezt támasztja alá az a tény, hogy a hajdútelepítés után Dorogon két egyházközség alakult ki: az egyik ószláv nyelven misézett elsősorban a magyar és délszláv nemzetiségű, bizánci rítust követők számára; és a másik a román nyelvű gyülekezet számára. A két parókia 1667-től kezdve megállapodott a régi kőtemplom közös használatában. A török háborúk során a belső várban álló templom, és a közelben felhúzott őrtorony is súlyosan károsodott. A görögkatolicizmust megalapító különböző uniókban a pápa csak az ószláv és a román nyelvet ismerte el a görögkatolikus egyház liturgiájának nyelveként, ezért 1646 után is fennmaradt a két parókia Dorogon. 1812-ben a városi tanács még román kántort hívott a városba. A két görögkatolikus parókia egészen 1821-ig állt fenn, amikor a városi tanács teljes egyetértésben megszüntette a román egyházközséget azzal az indokkal, hogy a város lakóinak nagy többsége magyarul beszél. A román parókia létezése mindemellett azt jelenti, hogy a településen egykor jelentős román kisebbség élhetett.
Történészek egy másik csoportja szerint Hajdúdorog 17–18. századi nemzetiségi összetétele nem nyugodott olyan nagy mértékben a délszláv népességen, mint ahogyan azt az előző verzió leírja. Ennek a szempontnak a kiindulópontja az, hogy már 1772-től kezdve magyar nyelvűként írták le Dorog népességét, vagyis a betelepülő ortodoxok ekkorra nagyrészt beolvadtak a magyar lakók közé. Ez pedig azt jelenti, hogy a településen magyar többségű népesség élt, mert egyébként a délszlávok olvasztották volna magukba a más nemzetiségűeket. A magyar többséget támasztják alá az úgynevezett dikális összeírások, amelyeket a magyar korona megbízásából 1543-tól kezdve készítettek az adószedők. A defterdár lajstromán kívül ezekben az összeírásokban alig találunk idegen neveket, ami ugyanúgy igaz az 1581-ben a dikális összeírásoktól függetlenül elkészített urbáriumra és az 1616-os hajdútelepítési oklevélre is.
A görögkatolikus vallást ezek alapján nem csak idegen ajkú ortodoxok hozták Dorogra, hanem a bizánci rítust követő magyarok is. Ők vagy olyan ősi magyar területekről származtak, amelyeket a honfoglalás után bizánci misszionáriusok térítettek meg, és azóta is őrizték őseik eredeti, keleti rítusú hitét; vagy valóban valamilyen ortodox vallású idegen nép magyarosodott leszármazottai voltak. Ráadásul a dorogi parókia jegyzőkönyvei is arra utalnak, hogy a görögkatolikus vallás mögött magyar nyelvű felekezet állt. A jegyzőkönyveket a munkácsi püspökség előírása szerint 1812-ig Dorogon is ószláv nyelven vezették, de a halálozásokat és más kevésbé fontos adatokat a papok magyar nyelven jegyezték be. A görögkatolikus jegyzőkönyvekből az is kiderül, hogy 1845-től kezdve Dorogon magyar nyelven miséztek, a felsőbb egyházi rendek rendszeres rosszallásának ellenére.

A történelmi források gyakran rácnak nevezték Hajdúdorog lakóit, amely nem feltétlenül vonatkozott nemzetiségi hovatartozásra. Györffy István szerint a rác jelző ugyanúgy vonatkozhatott vallásra vagy foglalkozásra is. A többségében magyarok lakta Dorog mellett szól az az érv is, hogy a város külbirtokainak elnevezése, a dűlőnevek egytől egyig magyar nyelvűek, míg azoknak a településeknek az esetében, ahol délszlávok települtek meg, ez rendszerint erős horvát vagy szerb hatást tükröz.
A fenti két elmélet különbségei mellett az vitathatatlan, hogy Hajdúdorogon több ortodox vallású nemzetiség is megtelepedett. A dikális összeírások és a hajdú kiváltságlevelek több délszláv és görög nevet is tartalmaztak, majd feltehetőleg a görögkatolikus vallás miatt Erdélyből, Kárpátaljáról és Felvidékről is több román és szláv ajkú betelepülő érkezett. Ennek a bizonyítéka a már említett román parókia felállítása is, vagy az a levél, amelyben Bacsinszky András, munkácsi püspök a dorogi népiskolában engedélyt ad a rutén nyelv oktatására 1792-ben. A 17. század közepétől pedig egyre több görög kereskedő is betelepült a városba. Egy korabeli városi jegyzőkönyv tanúsága szerint 1752-ben több központi boltot is görög kereskedők béreltek.

### Romák

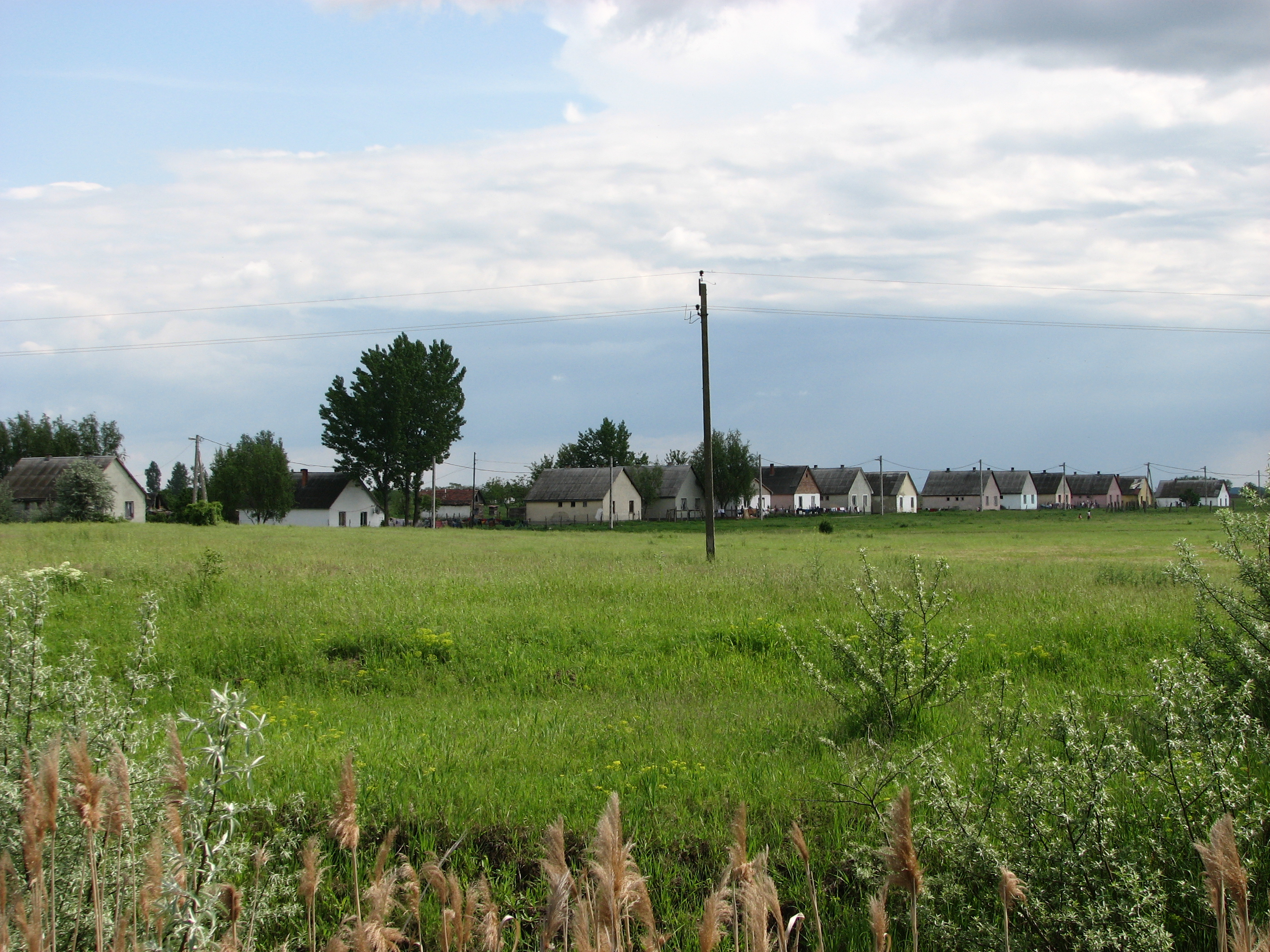
A Balogh Sándor utca, az egykori telep helyén

Időrendben a második nemzetiség, amely megtelepedett Hajdúdorog területén a romáké volt. Megtelepedésük pontos körülményeiről nem maradtak fenn adatok, és az is elképzelhető, hogy már a hajdútelepítés előtt is lakott Dorogon néhány család. Az első feljegyzés a dorogi cigányokról 1748-ból származik, amikor a városi tanács rendezte a város és a vajda között a kovácsolás után járó bevételek megosztását, ugyanis Dorog kovácsai akkoriban rendre cigány származásúak voltak.
A dorogi romákat először 1778-ban írták össze valószínűleg az iskoláztatással kapcsolatban. Ez az összeírás akkor 14 családot jegyzett fel, és lajstromba vette a családok gyermekeit is. A táblázatban is látható adatok alapján összesen 42 iskolás korú roma gyermek élt a korabeli Dorogon, akiknek a szüleit is számítva összesen 70 roma ekkor már biztosan lakott a településen. Ha ehhez a számhoz hozzáadjuk az öregek és a nem iskoláskorú, de még külön családot sem alapított fiatalok becsült számát, akkor a dorogi romák számát 1778-ban 90-100 fő közé tehetjük. A következő összeírás 1780-ban történt meg. Ekkor összesen 16 családot és 48 gyermeket írtak össze. Az 1783-ban készített lista részletesebb képet nyújt a dorogi cigányok helyzetéről. Ez újra 16 családot sorol fel, akiket két társadalmi osztályba sorolt be. Az inquilinusok, azaz a házzal rendelkező zsellérek között találunk 14 családot, és mindössze két család került a subinquilinusok, azaz a házatlan zsellérek csoportjába.
A legközelebbi összeírásra több mint egy évszázaddal később került sor 1893-ban. A levéltári források azonban a köztes időből is őriztek meg feljegyzéseket Dorog cigányságáról. 1842-ből maradtak fenn bejegyzések az egyházi iskola gondnokától. Az iskola tatarozásában ugyanis több roma is részt vett. A gondnok feljegyzéseiben megemlít egy téglakirakó cigány rajt, az iskolát kimeszelő cigány asszonyokat és Zsiga cigányt, aki az iskola kemencéit építette meg. Az említett 1893-as összeírás szerint Hajdúdorogon 347 cigány élt, amely az összlakosság 3,9%-át jelentette. Ez az arány volt a legmagasabb a megyében. A következő összeírásra 1930. április 26-án került sor a községi orvos közegészségügyi feljegyzéseiben. Ez alapján a településen 22 családban 83 romát írtak össze. Az orvos három évvel később is megismételte ezt az összeírást, amikor már csak 10 családot és benne összesen 48 cigányt írt össze. A felsorolásban mindössze öt családnév szerepelt: Lakatos, Makula, Rostás, Tama és Varga. Az orvos összeírásaiból kitűnik, hogy a cigány lakosság Hajdúdorogon három év alatt csaknem a felére esett vissza. Ez a nagy arányú csökkenés feltehetőleg a vándor életmódhoz kötődik. A romák jelentős része egyszerűen arra a vidékre vándorolt, ahol azt hallották, hogy jobb feltételeket találnak.
A cigány népességet csak a háború után, 1964-ben írták össze újra Hajdú-Bihar megyében. Ekkor Hajdúdorogon egy telepen 14 putrit írtak össze, amelyben 20 roma család lakott, ami összesen 96 főt jelentett. A Népköztársaság idejében 1978-ban is összeírták a romákat. Ekkor a hajdúdorogi telepen összesen 21 putriban 28 családot írtak össze 153 lakóval. Ez azt jelentette, hogy a legutóbbi összeírás óta növekedett a telepen lakó romák száma. A központi terv előirányozta a cigánytelepek felszámolását, és a romák körülményeinek javítását, ezért 1979-ben többek között Hajdúdorogon is új programot indítottak el, a roma családok támogatására. A cigány családok patronálása elnevezésű programban helyi üzemek vállalták el egy-egy roma család támogatását. Ez azt jelentette, hogy a felelős üzemek egy tanácsa figyelemmel kísérte egy roma család hétköznapjait. Figyelték például a családfő munkafegyelmét, a családról való gondoskodását, a gyerekek iskoláztatását, és szükség esetén anyagi támogatást is nyújtottak a cigány családoknak. A központi program azonban nem sok eredményt hozott. Az 1986-ban megismételt összeírás Hajdúdorogon összesen 141 romát jegyzett fel, akik közül 71 fő, vagyis 23 család a szociális követelményeknek nem megfelelő körülmények között lakott. Ugyanez az összeírás feljegyezte Hajdú-Bihar megye településeinek cigányprímásait is. Hajdúdorogon a ’80-as években Menyhárt Imre töltötte be a zenekari vezető posztját. Az ország romaügyi politikája a rendszerváltást követő években egyáltalán nem javult, sőt a magyarországi cigányok helyzete jelentősen visszaesett a ’90-es évek elején. Az 1990-es népszámlálás adatai szerint Hajdúdorogon ekkor 107 roma élt. Az országgyűlés 1993-as nemzetiségi törvénye alapján 1994-ben megalapulhatott a városi Cigány Önkormányzat, amelynek nagy szerepe van a település roma kisebbségének képviseletében. A városi és a cigány önkormányzat együttműködéséből a kilencvenes évek közepén felszámolták a hajdúdorogi cigánytelepet, és állami költségen új házakat építettek fel a korábbi telep helyén kialakított Balogh Sándor út mentén. Később ezt az utat aszfaltborítással is ellátták.

### Zsidók

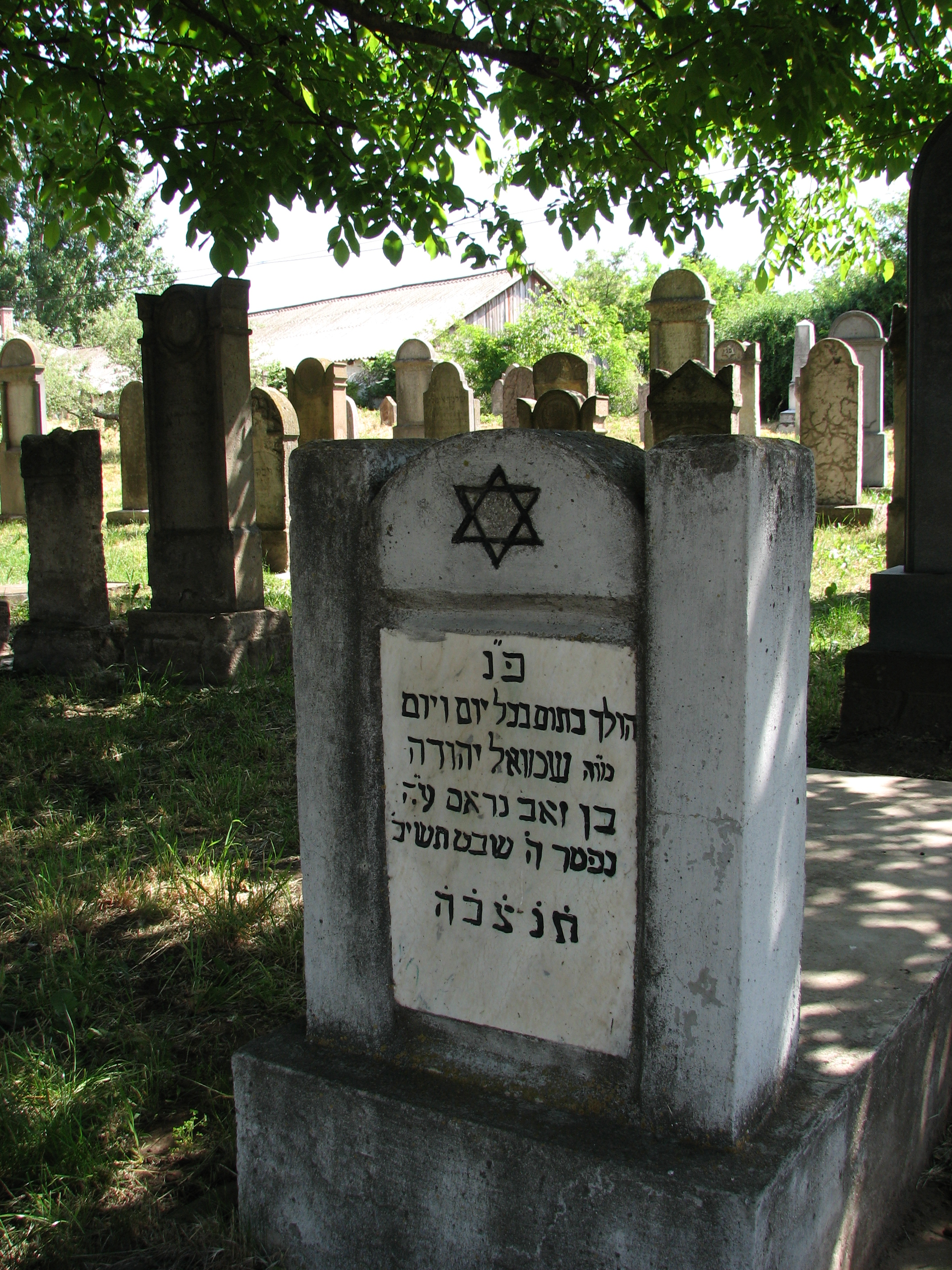
A zsidó temető Hajdúdorogon

A zsidók több európai állam, köztük Magyarország történetében is jelentős szerephez jutottak, elsősorban az ipar, a hitelezés és a kereskedelem területén. A Hajdú kerületben a zsidók viszonylag későn jelentek meg, aminek a legfőbb oka az volt, hogy a hajdúvárosoknak nagy közvagyonuk volt, amelyet féltettek az „idegen népektől”. Egészen a 19. század elejéig Hajdúdorogon sincs jele zsidó lakóknak. A század elején a városvezetők és a zsidó kereskedők közötti üzleti kapcsolat egyre jobban elmélyült, és így a városi hatóság is engedélyt adott a zsidók letelepedésére, és egyes üzletek bérlésére. Az első írásos bizonyíték a dorogi zsidókkal kapcsolatban 1826-ból való, amikor a dorogi városi tanács engedélyezte a korcsma, a mészárszék és a vegyes bolt zsidó bérlőinek, hogy zsidó temetőt létesítsenek a város belterületének a szélén. Hajdúdorog fejlődésével párhuzamosan a zsidó népesség is egyre növekedett, amelynek nagy lökést adott a Harstein család által 1848–50-ben megalapított zsidó hitközség. A város első ismert rabbija Spiró Zsigmond volt, aki 1850 és 1869 között töltötte be hivatalát.
Spiró rabbi utóda Frankl Sámuel lett, aki a hajdúdorogi zsidó közösség legnagyobb alakja volt. Frankl rabbi 1882-ig, haláláig töltötte be hivatalát, és korának nemzetközileg is elismert Tóra-tudósa volt. A nagy tudású rabbi hatására Hajdúdorogon felpezsdült a zsidó közösség élete. Frankl rabbi kezdeményezésére több egyletet, iskolát és más vallásos szervezetet is alapítottak a városban. Az évszázad utolsó két évtizedében alakult meg a temetkezési egylet, azaz a Chevra Kadisha, a Jótékonysági egylet, a zsidó Általános iskola, azaz a Béth széfer, a Talmud Tóra, a Jesiva, amelyek a zsidó oktatás felsőbb szintjeit képviselték, a vallásos elemi iskola, vagyis a Héder, a Legényegylet valamint a Cionista egylet is. Az iskolákat, a mészárszéket és a rabbi- valamint kántorlakást egy tömbben alakították ki a Fehértói úton. A zsidó oktatási lehetőségek, az izraelita szervezetek sokszínűsége és maga Frankl rabbi személye is sok zsidót vonzott Hajdúdorogra. Az egyre növekvő létszám miatt a hitközség 1880 körül zsidó imaházat építtetett fel a Jaczkovics és a Dohány utcák sarkán, amelyet egy rituális fürdővel is kiegészítettek. Az 1880-90-es éveket lehet a hajdúdorogi zsidó népesség virágkorának tekinteni, hiszen az 1890-es összeírás alapján ekkor volt a legmagasabb a zsidók száma a városban. Az összlakosság 8,4%-át tették ki a zsidók.
A 20. század elején a zsidó lakosság létszáma jelentősen visszaesett, ami az általános elvándorlás számlájára volt írható. Később a nemzetiszocialista Németország erősödése Hajdúdorog zsidó lakosságát is érintette. Először 1939. február 15-én rendeztek toborzó gyűlést a városban a betiltott nyilasok sorai közé egy görögkatolikus segédlelkész lakásán. A második világháború kitörését követően a zsidó lakosságot Hajdúdorogon is egyre több támadás érte. A magyarországi zsidók helyzetében 1944. március 19-én, Magyarország német megszállását követően következett be igazán negatív fordulat. Május 5-én a Sztójay-kormány utasítására össze kellett írni az egyes településeken a zsidó tulajdonban lévő üzleteket, majd ezeket állami gondnokság alá vonták. A város zsidó közössége számára a végzetes utasítás május 19-én érkezett meg a hajdúdorogi főbíróhoz, miszerint minden tízezer főnél népesebb településen gettót kell létrehozni. Hajdúdorogon feltehetőleg a Jaczkovics utca lezárásával hozták létre a gettót, ahová Mikepércsről, Hajdúszovátról és Józsáról is szállították a zsidókat. A gettót körülbelül június 16-án ürítették ki.
A hajdúdorogi zsidók közül csak kevesen élték túl a holokausztot, és a túlélők közül is csak páran tértek vissza a városba. Köztük volt Reichmann Sámuel, aki 1957-ben a korábbi hajdúdorogi zsidó közösség nevében eladta az imaházat, amelyet a vevő lebontott, és helyén jelenleg magánház áll. Ma Hajdúdorogon már nem él egyetlen zsidó sem. Egyedül a zsidó temető őrzi az egykori hajdúdorogi zsidóság emlékét. Ezt 1963-ban vette meg Hajdúdorog község tanácsa, azzal a kitétellel, hogy gondját viseli a temetőnek. A körbekerített temetőt ekkor pontosan összeírták, és összesen 224 sírkövet jegyeztek fel benne, amelyek közül 143 db műkő, 77 db márvány és 4 db gránit. Itt nyugszik Hajdúdorog kiemelkedő rabbija, Frankl Sámuel is, akinek a halálának az évfordulóján, október 20-án rendszeresen zsidó látogatók érkeznek a városba. A temető gondozásának kereteit 2001. október 31-én helyezték új alapokra. A megállapodás a város önkormányzata és az izraeli Dorog Institutions között jött létre. Az új szerződés megerősíti, hogy Hajdúdorog városa gondját viseli a temetőnek, és fejleszti a hozzá kapcsolódó infrastruktúrát.

## Hajdúdorog demográfiai viszonyai 1990-től napjainkig
Hajdúdorog demográfiájának 1990-ig tartó történetének megismerése után a rendszerváltást követő időszak népesedési jellemzői nem tartogatnak nagy meglepetéseket. Az 1950-ben lassan meginduló fogyás a ’90-es években is folytatódott. A város lakásszáma a ’90-es években nagyrészt követte a népesség változását, majd a következő évtizedben stagnálni kezdett.

### A népesség alakulása
Hajdúdorog lakossága ugyan már az évszázad közepétől kezdve folyamatosan fogyatkozik, a rendszerváltás után az egyes évek végén mért létszám többször is emelkedett. Az elmúlt két évtized során négy olyan év volt, amelyben a lakosság száma magasabb értéket mutatott, mint a megelőző évben: 1995, 1999, 2001 és 2003. Ezek közül a legmagasabb értéket (9640 fő) 2003-ban érte el Hajdúdorog, míg a legalacsonyabb értéket éppen 2013-ban (8877 fő) jegyezték fel. A rendszerváltást követő időszak maximum és minimum népessége között 763 főnyi különbség van, ami arra utal, hogy a népességszám ingadozása mindössze átmeneti változást jelöl, és a csökkenő trenden érdemben nem változtat semmit. Érdekes megfigyelni, hogy a korszak három népszámlálása közül a 2001-es népszámlálás összeírása mutatja a legmagasabb értéket.

### Korösszetétel
2011-ben Hajdúdorog lakosságának korösszetétele nagyjából megfelelt az országos átlagnak. A 20. század egyre csökkenő természetes szaporulatának arányát tekintve nem meglepő, hogy a legutóbbi népszámlálás adatai szerint a fiatal korosztály (14 év alattiak) létszámban az idősek korosztálya (60 évnél idősebbek) alá került.
Hajdúdorog lakosságának 48,73%-a, vagyis 4 309 fő férfi volt, és 51,27%-a, vagyis 4 534 fő nő volt. A 2001-es adatokhoz képest tehát valamennyivel csökkent a férfiak aránya a városban. Az összlakosság 16,51%-a, 1 460 fő 14 évnél fiatalabb volt. Ez a szám több mint 2 százalékponttal alacsonyabb érték a 10 évvel ezelőtti népszámlálás adataihoz képest. A 14 éven aluliak közül 277 (19%) legfeljebb 2 éves, 289 (19,8%) 3 és 5 év közötti, míg 894 fő (61,23%) 6 és 14 év közötti. Az aktív korúak alkotják a város lakosságának 62,47%-át, azaz 5 524 főt. Közülük 407-en (7,4%) 15 és 17 év közöttiek. Az idős, 60 év feletti korosztály képviseli a város lakosságának 21%-át, azaz 1 859 főt. Ez az adat mintegy 3 százalékpontos növekedést jelent 2001-hez képest.
A 15 évnél idősebb népesség 30,6%-a (2 264 fő) nőtlen vagy hajadon, 11,2%-a (831 fő) özvegy, 6,2%-a (459 fő) elvált és 51,9%-a (3 829 fő) házas. Tanulmányi végzettség alapján Hajdúdorog 7 évnél idősebb lakosságának 9%-a (733 fő) rendelkezett diplomával, 23,4%-a (1 914 fő) érettségizett, 22%-a (1 791 fő) szerzett valamilyen szakmát, 30%-ának (2 447 fő) a nyolc általános a legmagasabb végzettsége, 14,5%-a (1 187 fő) nem végezte el az általános iskolát sem, 1,3% (104 fő) pedig meg sem kezdte iskolai tanulmányait. 3 085 fő (34,88%) dolgozik és 551 fő munkanélküli, azaz Hajdúdorog munkanélküliségi rátája 6,2%-on állt 2011-ben. Az összlakosság 29%-át (2 568 fő) teszik ki az eltartottak, és közel ugyanennyien (2 639, 29,8%) élnek inaktív keresetből, azaz nyugdíjból, gyesből stb.

### Felekezeti megoszlás
Miután Hajdúdorog Magyarország egyetlen görögkatolikus megyés püspöki székhelye, ezért nem meglepő, hogy a város túlnyomó többsége ehhez a felekezethez tartozik. Valószínűleg a település a hajdúk betelepítésével vált elsősorban görögkatolikussá, de ez nem bizonyított tény. 1338-ban a települést a tatárjárás után Dorogegyháza néven illették, ami azt jelenti, hogy a falunak ekkor már volt temploma, amely feltehetőleg római katolikus volt. A görögkatolikus hegemónia egészen a 19. század elejéig fennmaradt. Ekkor alapvetően két vallás követői kezdtek nagyobb számban beköltözni a városba: a reformátusok és a zsidók. Csak a század közepe táján alakult meg a római katolikus egyházközség.
A város felekezeti összetételét a II. világháború alapvetően megváltoztatta, ugyanis a Sztójay-kormány intézkedései véget vetettek a hajdúdorogi zsidó közösség létezésének. 1944-től kezdve a város vallási megoszlása mindössze annyiban változott meg, hogy bővült a vallás nélküliek, illetve a vallásukat nem gyakorlók száma. A 2011-es népszámlálásban a város lakóinak több, mint ötöde, 22,3%-a nem nyilatkozott vallási hovatartozásáról.

### A lakásszám alakulása
A lakásszám alakulása elsősorban a ’90-es években mutat jelentős fejlődést. 1990-től kezdve egészen 1996–97-ig folyamatosan növekedett a városi lakások száma. Ezekben az években nagyrészt a Bokros-csomag hatása miatt esett vissza a lakások száma, de ezt követően az építkezési kedv ismét növekedett, és 1999-ben Hajdúdorog lakásszáma elérte a csúcsot: ekkor összesen 3710 lakást jegyeztek fel a településen. Ezt követően a 2000-es évek elején hirtelen visszaesett a hajdúdorogi lakások száma, majd évről évre ingadozva lassan növekedni kezdett.
A 2011-es népszámlálás adatai alapján a 3 594 lakás túlnyomó többsége (3 210 lakás, 89,3%) lakott volt, és 384 lakatlan lakást írtak össze. A hajdúdorogi lakások leginkább két- vagy háromszobások voltak. Az összeírt 3 594 lakás közül 420 db (11,7%) rendelkezett mindössze egy szobával, míg 1 620 db (45%) kétszobás, 1 163 db (32,4%) háromszobás és 391 db (11%) négy vagy több szobás lakást jegyeztek fel.

Hajdúdorog összesen 10 065 hektáron terül el, amelyből 538 hektár a város lakott belterületének a hányada. A város lakásainak legnagyobb része (3 397 lakás, azaz az összes lakás 94,5%-a) a belterületen áll, és mindössze csak 5,5%-uk, azaz 197 db található a város 15 külterületének valamelyikén. A külterületek közül legnagyobb arányban (36%) a Rákóczikertben találhatóak lakások.